# Городок (Білорусь)
Городо́к (біл. Гарадок) — місто у Вітебській області Білорусі. Адміністративний центр Городоцького району.

## Історія
Вперше місто згадується у літописах XVI століття як Городок біля Полоцька, де в середині XIII століття відбулась битва між полочанами та литовцями на чолі з князем новогрудським Мінгайлом. До XVI століття поселення входило до складу Єзерищенської волості. Після руйнації Єзерищенської фортеці московськими військами та будівництва наприкінці XVI століття Городоцької фортеці, містечко стає волосним центром, отримує свій герб. На мапі С. Похоловицького 1579 року вказано Великий та Малий Городок. У 1613 році — містечко Вітебського воєводства Великого князівства Литовського. 1650 року збудована Іллінська церква.
1772 року містечко перейшло до Російської імперії. З 1772 по 1776 роки — в складі Полоцької губернії, з 1777 року — центр Городоцького повіту. 
1778 року сформований план забудови містечка в стилі класицизму. 1781 року Городок отримав статус міста й новий герб. Впродовж 1796—1802 років — в складі Білоруської губернії, з 1802 року — Вітебської губернії. 1846 року був прийнятий новий план забудови міста уздовж автошляху міжнародного значення E95. 
1860 року в місті працювала фабрика поташу, 19 дрібних підприємств, 75 крамниць, була церква, 6 єврейських молитовних будинків. Станом на 1887 рік вже діяло 23 підприємства, лікарня, реміснича школа, церковне училище.
1904 року через місто прокладена залізниця, на якій відкрита однойменна залізнична станція. 1905 року в місті працювало 14 заводів, фабрика, паровий млин, діяли 2 чоловічих та 3 жіночих училища, лікарня, 3 аптеки, бібліотека, 2 церкви та 10 синагог.
З 1919 року — в складі РРФСР, пізніше приєднаний до БРСР. 17 липня 1924 року Городок став районним центром Вітебської області.
10 липня 1941 року місто було окуповане німецькими військами, було створено «Городоцький табір смерті», де загинули 2,5 тис. осіб. 24 січня 1943 року Городок був звільнений радянськими військами 1-го Прибалтійського фронту. З 13 по 31 грудня 1943 року (у певних мемуарах — по 5 січня 1944 року) біля міста Городок відбулася Городоцька операція (також Невельсько-Городоцька операція) в часі наступу правого крила 1-го Прибалтійського фронту (командував генерал Іван Баграмян).
У 1966 році був прийнятий план забудови міста, а 1977 року створений новий, за яким місто забудовувалось новими мікрорайонами з багатоповерхівок.

## Населення
Населення міста — 11 570 (2023).
| Рік  | Населення        |
| ---- | ---------------- |
| 2023 | 11 570(▼ -1,7 %) |
| 2019 | 12 410(▲ +0,6 %) |
| 2018 | 12 332(▲ +0,6 %) |
| 2016 | 12 186(▼ -0,9 %) |
| 2006 | 13 461(▼ -0,4 %) |
| 1990 | 14 338(▲ +1,5 %) |
| 1979 | 12 263(▲ +3,2 %) |
| 1970 | 9508(▲ +2,3 %)   |
| 1959 | 7602(▲ +0,2 %)   |
| 1939 | 7297(▲ +1,0 %)   |
| 1864 | 4173(▲ +2,3 %)   |
| 1801 | 1713(▲ +6,2 %)   |
| 1799 | 1524             |

## Економіка
У місті працюють підприємства легкої (льонозавод), деревообробної та харчової промисловостей. Городок відомий своїм гончарним промислом, так звана «городоцька кераміка».

## Соціальна сфера
У Городку діють:
- Готель «Равбичі»
- Будинок культури
- 2 бібліотеки
- Краєзнавчий музей
- Будинок ремесел та фольклору
- Центр спорту та туризму «Равбичі»

## Освіта та СМІ
Серед закладів освіти відкриті професійно-технічний коледж сільського господарства, 3 середні школи, спортивна школа та школа мистецтва. 
Видається газета «Городоцький вісник».

## Відомі особистості
У місті народився:
- Шофман Леонід Ісакович (* 1937) — білоруський вчений у галузі агрономії.

## Видатні місця
- Троїцька церква (1999)
- Городище та могильник часів Київської Русі